# Villacidaler
Villacidaler – gmina w Hiszpanii, w prowincji Palencia, w Kastylii i León, o powierzchni 21,78 km². W 2011 roku gmina liczyła 52 mieszkańców.